# Rio Chichirgeaua
O Rio Chichirgeaua é um rio da Romênia, afluente do Danube, localizado no distrito de Constanţa.